# Csontok és skalpok
A Csontok és skalpok (eredeti cím: Bone Tomahawk) 2015-ben bemutatott amerikai horror-western, melyet S. Craig Zahler írt és rendezett. A főszereplők Kurt Russell, Patrick Wilson, Matthew Fox, Richard Jenkins, Lili Simmons, David Arquette, Sid Haig és Sean Young.
Az Amerikai Egyesült Államokban 2015. október 23-án mutatták be, Magyarországon 2016 július 7-én a PARLUX Entertainment forgalmazásában.
A film kritikai elismerést kapott a kritikusoktól. A Metacritic oldalán a film értékelése 72% a 100-ból, amely 17 véleményen alapul. A Rotten Tomatoeson a Csontok és skalpok 90%-os minősítést kapott, 77 értékelés alapján.

## Cselekménye
Az 1890-es években két csavargó, Purvis és Buddy utazókat mészárolnak le és fosztanak ki. Miután megrettennek a közeledő lovak hangjától, a hegyekben keresnek menedéket, aminek következtében véletlenül belépnek egy amerikai őslakos törzs temetkezési helyére. Buddyval végez egy nyílvessző, azonban Purvis elmenekül.
Tizenegy nappal később Purvis Bright Hope városába érkezik, ahol elássa a zsákmányt. Chicory, a város helyettes törvényszolgája felfigyel rá, és jelenti az esetet Franklin Hunt seriffnek. Hunt felkeresi az idegent a város szalonjában, aki Buddyként mutatkozik be, hogy eltitkolja kilétét. Ezt követően megpróbál elmenekülni, azonban Hunt lábon lövi. A seriff a város művelt nőcsábászát, John Broodert küldi el a közösség orvosáért.
Mivel a doktor pillanatnyilag részeg, Brooder annak asszisztensét, a törött lábbal fekvő férjét, Arthur O'Dwyert ápoló Samanthát hívja a helyszínre. Miután egyik helyettese, Nick és Samantha gondjaira bízza Purvist, Hunt hazatér. Az éjszaka azonban valaki megöli az istállófiút.
Az istállóba érkező Hunt felfedezi, hogy a város lovait ellopták. Emellett a tettesek a börtönbe zárt Purvist, valamint Samanthát és Nicket is magukkal vitték, csupán egy nyílvesszőt hátrahagyva. Hunt megmutatja a nyilat a Professzornak nevezett indiánnak, aki közli vele, hogy a nyíl a troglodita klántól származik, amelynek tagjai az Éhező ember-völgyében élnek. Azt is tudatja a seriffel, hogy a támadók emberevő vademberek. Mivel Hunt meg van győződve arról, hogy Nick, Samantha és Purvis a kannibálok fogságába esett, elhatározza, hogy Arthurral az oldalán a nyomukba ered. Chicory és Brooder felajánlja, hogy csatlakozik a küldetéshez.
Néhány napi lovaglás után Brooder, fosztogatóktól tartva végez két idegennel, akik a táborukhoz közelítenek. Ezt követően a csapat új táborhelyet választ. Éjszaka egy csapat lovas üt rajtuk, megsebezve Brooder lovát, a többi hátast pedig magukkal viszik. Hunt és csapata gyalog folytatja az utat, amelynek során Arthur és Brooder között verekedés tör ki, aminek következtében Arthur törött lábának állapota romlik. Chicory sínbe teszi a lábát, majd ő, Hunt és Brooder továbbáll.
A keresett völgybe érve a három férfit nyílzápor fogadja, és mindannyian megsérülnek. Brooder végez az egyik emberevővel, azonban ő is halálos sebet kap. Saját kérésére Hunt és Chicory hátrahagyják. Később azonban ők is a kannibálok fogságába esnek, akik a barlangjukba hurcolják őket. Itt találkoznak Samanthával és a sebesült Nickkel, akik elmondják, hogy a vademberek megölték és felfalták Purvist. Ezt követően a kannibálok kíméletlenül megskalpolják és felnégyelik, majd felfalják Nicket. Hunt ezután megtudja Samanthától, hogy a törzs tizenkét tagot számlált, azaz az összecsapások után csak kilencen vannak. Hunt felfedezi, hogy a korábban Arthurtól saját érdekében elkobzott ópium még mindig nála van. Csellel elérik, hogy a törzs tagjai megigyák a folyadékot, azonban csak egyikük fogyaszt halálos mennyiséget, és csak egy veszti el az eszméletét. Eközben Arthur követi társai nyomát, és maga is eljut a völgybe. Itt végez két emberevővel, majd egy sípra emlékeztető tárgyat fedez fel azoknak légcsövében. A síp segítségével egy másik vadembert is magához csal, majd megöli.
A barlangban az emberevők törzsfőnöke dühösen fedezi fel társai megmérgezését. A vademberek kivonszolják Huntot a tömlöcből, felvágják a törzsét, és a sebbe nyomják a felhevített ópiumos flaskát. Ezt követően a főnök lábon, illetve hason lövi Huntot. Ekkor azonban megjelenik Arthur, aki végez az egyik emberevővel, míg Hunt lefejezi a főnököt annak csontból készült csatabárdjával. Arthur kiszabadítja Samanthát és Chicoryt, míg a halálos sebet kapott seriff puskájával felfegyverkezve a barlangban marad, hogy bevárja és megölje az életben maradt kannibálokat.
Miután Arthur sípszavára nem érkezik válasz, a túlélők elhagyják a barlangot. Kifelé menet megvakított és megcsonkított várandós nőket látnak, a kannibálok asszonyait. Amikor maguk mögött hagyják a völgyet, a barlangok felől három puskalövés hallatszik. A túlélők megfogyatkozott és elcsigázott csapata megkezdi az utat hazafelé. 

## Szereplők
| Szerep                   | Színész         | Magyar hang      |
| ------------------------ | --------------- | ---------------- |
| Franklin Hunt seriff     | Kurt Russell    | Sörös Sándor     |
| Arthur O'Dwyer           | Patrick Wilson  | Miller Zoltán    |
| John Brooder             | Matthew Fox     | Debreczeny Csaba |
| "Chicory" Kory helyettes | Richard Jenkins | Barbinek Péter   |
| Samantha O'Dwyer         | Lili Simmons    | Pálmai Anna      |
| Purvis                   | David Arquette  | Csőre Gábor      |
| Clarence                 | Fred Melamed    | Bolla Róbert     |
| Buddy                    | Sid Haig        | Borbiczki Ferenc |
| Kathryn Morris           | Lorna Hunt      | Kökényessy Ági   |